# Brzoza smoleńska

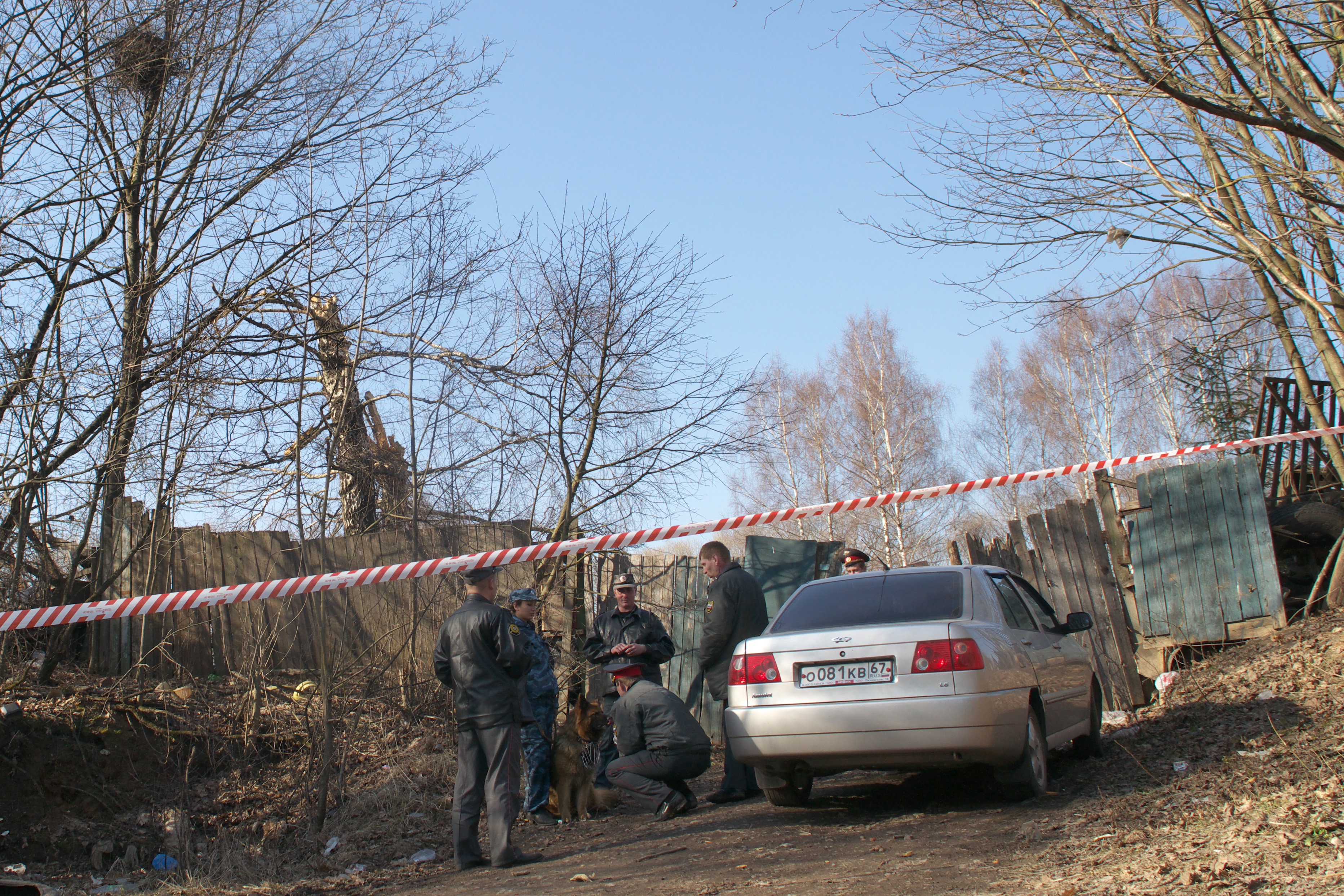
Funkcjonariusze rosyjskich służb mundurowych przy złamanej brzozie smoleńskiej w dniu 10 kwietnia 2010 roku

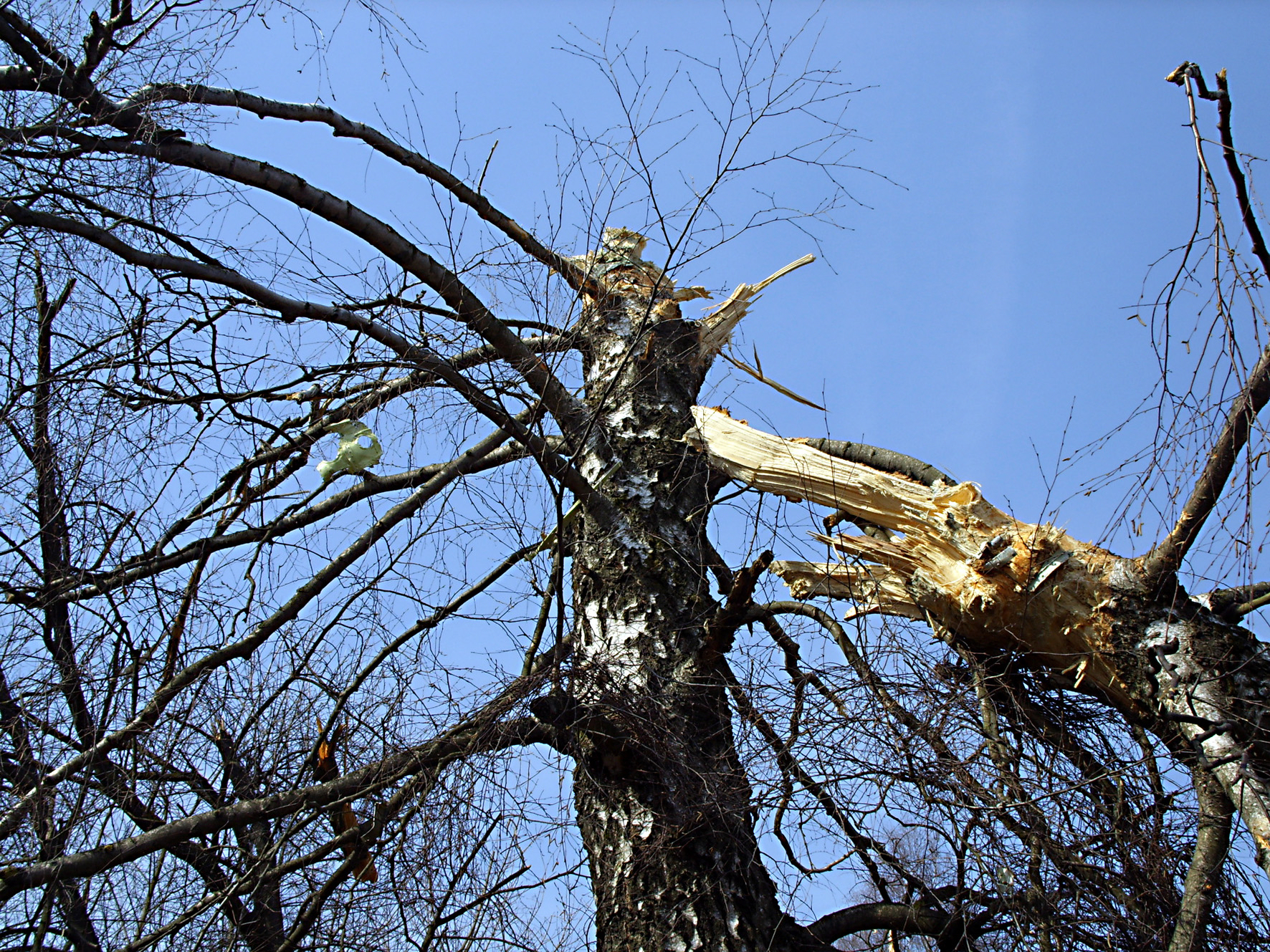
Fotografia brzozy smoleńskiej z wbitymi w nią elementami samolotu Tu-154M nr 101 opublikowana w raporcie końcowym Międzypaństwowego Komitetu Lotniczego (MAK) z 2011 roku

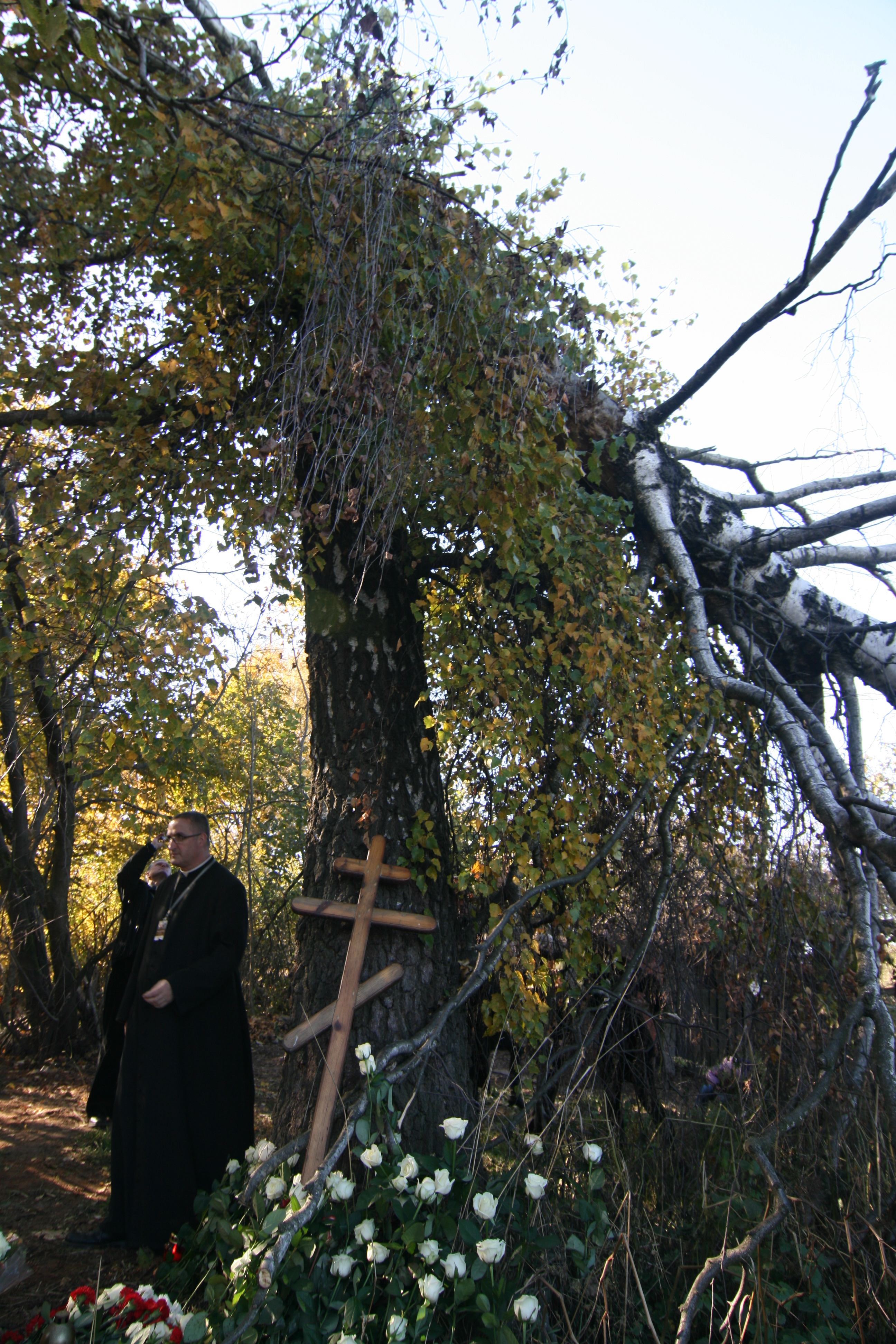
Brzoza smoleńska w czasie uroczystości 10 października 2010 roku

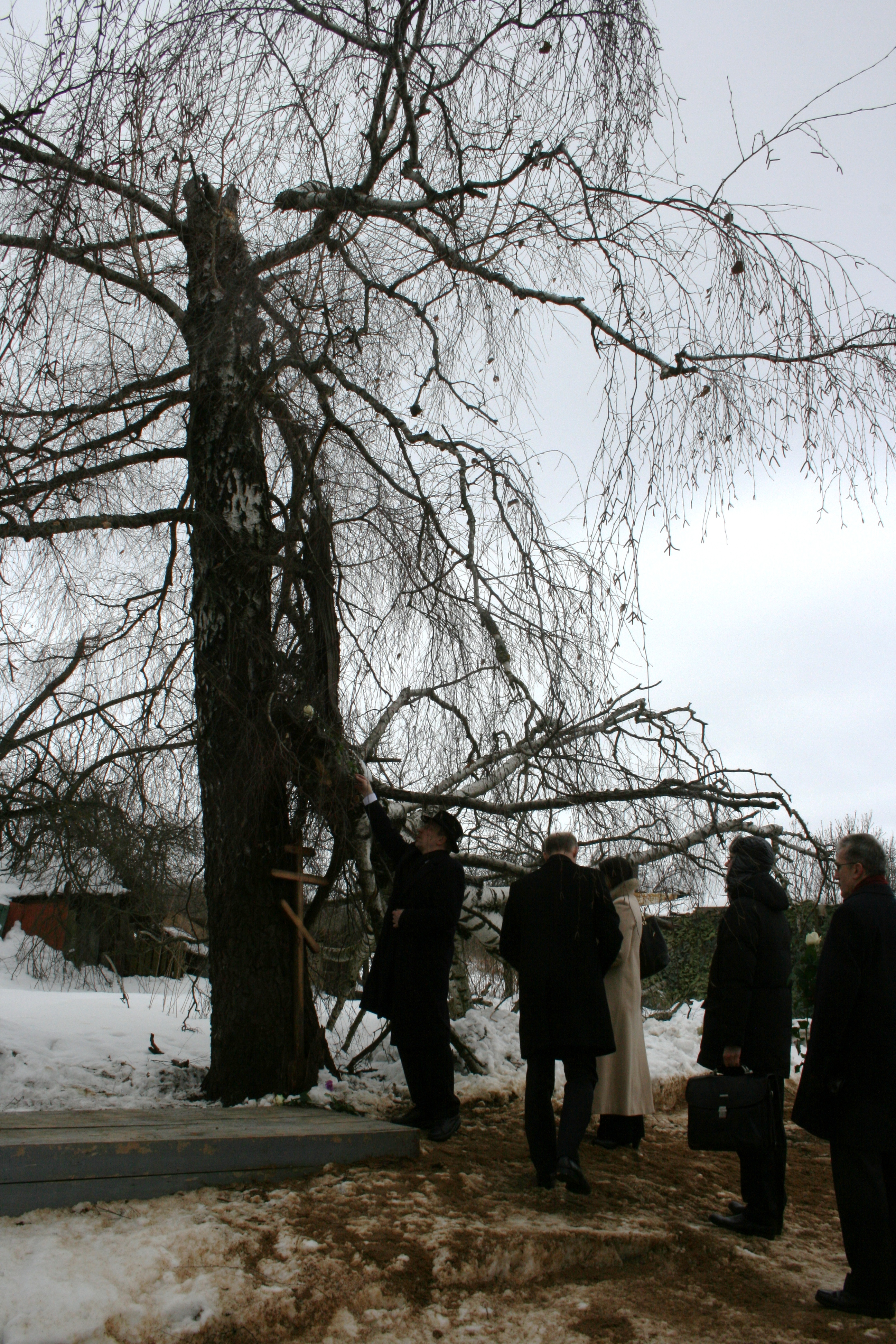
Minister Bogdan Zdrojewski kładzie różę na brzozie 10 kwietnia 2012 roku

Brzoza smoleńska – określenie nadane brzozie rosnącej około 855 m na wschód od progu drogi startowej rosyjskiego lotniska wojskowego Smoleńsk-Siewiernyj, która 10 kwietnia 2010 roku stała się istotnym elementem katastrofy polskiego Tu-154 w Smoleńsku.
Według raportów końcowych Międzypaństwowego Komitetu Lotniczego (ros. Межгосударственный авиационный комитет, MAK) oraz polskiej Komisji Badania Wypadków Lotniczych Lotnictwa Państwowego (KBWLLP), 10 kwietnia 2010 roku polski samolot Tu-154M nr boczny 101 w wyniku uderzenia w pień tego drzewa utracił część skrzydła, co pociągnęło za sobą dalszy ciąg zdarzeń podczas katastrofy lotniczej w Smoleńsku.
Możliwość utraty fragmentu skrzydła przez samolot Tu-154M wskutek zderzenia z drzewem została zakwestionowana przez współpracujących z powołanym przez parlamentarzystów Prawa i Sprawiedliwości zespołem parlamentarnym do spraw wyjaśnienia przyczyn katastrofy Tu-154 działającym w Sejmie Rzeczypospolitej Polskiej i wywołała dyskusje. Wśród przeciwników wniosków oficjalnych raportów KBWLLP i MAK zyskała miano „pancernej”; stała się również tematem publicystyki w polskich środkach masowego przekazu. W odpowiedzi na narastające zarzuty eksperci i członkowie komisji badania wypadku wielokrotnie wypowiadali się, że fakt uderzenia w brzozę jest ewidentny, udostępniono także zdjęcie brzozy zrobione tuż po katastrofie z tkwiącymi w niej odłamkami skrzydła samolotu.

## Lokalizacja drzewa i badania MAK oraz KBWLLP
W 2010 roku brzoza smoleńska rosła na śmietnisku ok. 855 m na wschód od progu drogi startowej lotniska wojskowego Smoleńsk-Siewiernyj, na lewo od osi pasa. Według raportu końcowego MAK znajdowała się w odległości 856 metrów od progu pasa, 61 m na lewo od jego osi, w punkcie o współrzędnych geograficznych 54°49.494′ szerokości północnej i 32°03.422′ długości wschodniej, a według raportu końcowego KBWLLP w odległości 855 metrów od progu pasa, 63 m na lewo od jego osi, w punkcie o współrzędnych geograficznych 54°49′30.01″ szerokości północnej i 32°03′25.51″ długości wschodniej. Według raportu końcowego MAK rosła na wysokości 248 m n.p.m., natomiast według raportu końcowego KBWLLP na wysokości 250 m n.p.m. Zgodnie z ustaleniami MAK i KBWLLP średnica pnia drzewa wynosiła 30–40 cm.
Według raportów MAK i KBWLLP w ostatniej fazie lotu samolot Tu-154M nr 101 uderzył w pień brzozy lewym skrzydłem, co miało doprowadzić do utraty jego części i spowodować wejście maszyny w niekontrolowany obrót w lewą stronę. Według raportu MAK zderzenie z brzozą nastąpiło o godz. 8:41:00 UTC+2, a według raportu KBWLLP o godz. 8:41:02,8 UTC+2. Według raportu MAK po zderzeniu z brzozą samolot utracił fragment skrzydła o długości 6,5 m, natomiast według raportu KBWLLP o długości 6,1 m. Zgodnie z ustaleniami MAK i KBWLLP uderzenie skrzydła w brzozę nastąpiło na wysokości ok. 5 m nad powierzchnią gruntu. Według raportu końcowego KBWLLP w chwili zderzenia z brzozą zarejestrowano następujące parametry lotu maszyny:
- kąt natarcia: 15,78°;
- kąt pochylenia: 12,8°;
- kąt przechylenia: –2,5° (w lewo);
- wysokość lotu nad terenem: 5,1 m;
- wysokość radiowa: 6,2 m;
- prędkość przyrządowa: 269 km/h.

Według raportu końcowego MAK w chwili kolizji z brzozą w jej pień wbiły się drobne fragmenty odłamanego skrzydła; w raporcie MAK zamieszczono fotografię przełamu drzewa z wbitymi metalowymi częściami. Zdjęcia złamanej brzozy smoleńskiej opublikowano również w raporcie końcowym KBWLLP. Po katastrofie w rejonie lotniska Siewiernyj dokonano masowej wycinki drzew mogących stwarzać zagrożenie dla bezpieczeństwa lotów, jednak brzozę smoleńską pozostawiono. Mimo uszkodzenia dolna część drzewa pozostała żywa. W kwietniu 2011 roku teren przy drzewie uporządkowano i przygotowano niewielką drewnianą platformę przeznaczoną na kwiaty i znicze.

## Badania zderzenia skrzydła samolotu z brzozą

### Badania Wojskowej Prokuratury Okręgowej w Warszawie
W grudniu 2011 roku dwaj eksperci lotniczy i geodeta zbadali na lotnisku Siewiernyj brzozę smoleńską na zlecenie Wojskowej Prokuratury Okręgowej w Warszawie pod kierunkiem ppłk. Karola Kopczyka. Wyniki badań oraz pomiarów nie zostały opublikowane.
W październiku 2012 roku polscy prokuratorzy wojskowi i biegli przebywający w Smoleńsku przeprowadzili szczegółowe badania drzewa m.in. przy użyciu promieni rentgena. W trakcie badań prowadzonych w październiku 2012 roku przez biegłych m.in. z Centralnego Biura Śledczego pobrano 3,2 m fragment drzewa, oprócz tego zabezpieczono liczne fragmenty gałęzi oraz próbki drewna. Łącznie pobrano ponad 200 próbek.

### Badania naukowe poza oficjalnymi postępowaniami
Kwestia zderzenia skrzydła z brzozą jest badana przez naukowców zajmujących się wytrzymałością materiałów i modelowaniem matematycznym dynamicznych zjawisk kontaktowych, a także aerodynamiką. W 2011 roku stała się przedmiotem badań polskiego naukowca Wiesława Biniendy, pracującego w Stanach Zjednoczonych, a w 2012 roku Pawła Artymowicza astrofizyka pracującego w Kanadzie oraz Kazimierza Nowaczyka i Chrisa Cieszewskiego naukowców pracujących w Stanach Zjednoczonych. W 2012 roku na temat brzozy smoleńskiej powstała również praca Jana Błaszczyka z Wojskowej Akademii Technicznej w Warszawie.

## Zespół Parlamentarny ds. Zbadania Przyczyn Katastrofy Tu-154M z 10 kwietnia 2010 roku
W sierpniu 2012 roku Zespół Parlamentarny ds. Zbadania Przyczyn Katastrofy Smoleńskiej działający w Sejmie Rzeczypospolitej Polskiej opublikował raport zatytułowany „28 miesięcy po Smoleńsku”, w którym na podstawie opinii Wiesława Biniendy i Kazimierza Nowaczyka, ekspertów zespołu, przedstawiono tezę, że samolot Tu-154M nr 101 nie uderzył w brzozę, lecz przeleciał nad nią, a w brzozie utknął jedynie jeden z jego odłamków, które rozrzucane były wzdłuż toru lotu, także przed brzozą, co widoczne jest na zdjęciach satelitarnych.

## Uroczystości pod brzozą smoleńską
W październiku 2010 roku, pół roku po katastrofie, do Smoleńska przyjechało 170 członków rodzin i przyjaciół osób, które zginęły w katastrofie. Wspólnie z żonami prezydentów Rosji i Polski Anną Komorowską i Swietłaną Miedwiediewą uczcili pamięć ofiar katastrofy i w czasie pobytu na lotnisku Siewiernyj przeszli pod brzozę smoleńską.
9 kwietnia 2011 roku, w ramach obchodów pierwszej rocznicy katastrofy, pod brzozą smoleńską zebrały się 103 osoby reprezentujące ponad 30 rodzin ofiar, które przybyły do Smoleńska wraz z polską pierwszą damą Anną Komorowską.
10 kwietnia 2012 roku, w drugą rocznicę katastrofy, pod brzozę smoleńską udali się krewni ofiar, którzy przybyli do Smoleńska wraz z polską delegacją pod przewodnictwem ministra kultury Bogdana Zdrojewskiego, by oddać hołd ofiarom katastrofy.

## Brzoza smoleńska w sztukach plastycznych i poezji
Motyw brzozy smoleńskiej wykorzystano na srebrnej monecie okolicznościowej o nominale 20 złotych upamiętniającej ofiary katastrofy w Smoleńsku, wyemitowanej w 2011 roku przez Narodowy Bank Polski, na pomniku ofiar katastrofy smoleńskiej w kościele św. Anny w Warszawie oraz na projekcie pomnika, który ma stanąć w miejscu katastrofy. Stała się także tematem dwóch rysunków Andrzeja Krauzego; pierwszy z nich, opatrzony podpisem: Prokuratura wzywa brzozę smoleńską do złożenia zeznań, opublikowano w kwietniu 2012 roku w dzienniku „Rzeczpospolita”, a drugi, z podpisem: Śledztwo nabiera tempa: Już w 2 i pół roku po katastrofie brzoza smoleńska zostaje wzięta w krzyżowy ogień pytań, ukazał się w październiku 2012 roku w tygodniku „Uważam Rze”.
W 2012 roku drzewo stało się tematem wiersza poety Aleksandra Szumańskiego pt. „Brzoza smoleńska”.